# Philautus davidlabangi
Philautus davidlabangi es una especie de anfibio anuro de la familia Rhacophoridae.

## Distribución geográfica
Esta especie es endémica de las montañas Matang en el estado de Sarawak en el este de Malasia, en la isla de Borneo.

## Etimología
Esta especie lleva el nombre en honor a David Labang.

## Publicación original
- Matsui, 2009: A new species of Philautus (Amphibia, Anura, Rhacophoridae) from the lowlands of Sarawak, western Borneo. Zoological Science, vol. 26, p. 437-442.[4]